# Marian Przeździecki
Marian Przeździecki (ur. 13 kwietnia 1968 w Wysokiem Mazowieckiem) – polski menedżer; ambasador RP w Uzbekistanie w latach 2011–2015.

## Życiorys
Marian Przeździecki ukończył prawo na Katolickim Uniwersytecie Lubelskim.
W latach 1996–1997 pełnił funkcję zastępcy dyrektora ds. handlowych wydawnictwa „Wiedza i Życie” SA. W latach 1998–2002 pracował m.in. jako doradca prezesa zarządu Państwowego Funduszu Rehabilitacji Osób Niepełnosprawnych oraz 1999–2001 jako zastępca dyrektora generalnego Poczty Polskiej. Później, w latach 2002–2005, jako menedżer w Polfrost Internationale Spedition Sp. z o.o. zajmował się m.in. obsługą logistyczną polskiego eksportu do Ukrainy i Kazachstanu. Kierował następnie pracami sekretariatu Prezesa Rady Ministrów oraz gabinetem prezydenta m.st. Warszawy. W pierwszej połowie 2007 był doradcą prezesa Polskiej Agencji Informacji i Inwestycji Zagranicznych. Od 2007 do 2011 ponownie w sektorze prywatnym (m.in. w grupie PKO BP), pracując dla polskich przedsiębiorców na Ukrainie. W latach 2011–2015 był ambasadorem Polski w Uzbekistanie, akredytowanym także w Tadżykistanie. Następnie powrócił do sektora prywatnego na stanowisko menedżerskie.
Posługuje się biegle rosyjskim oraz podstawami angielskiego. Z żoną ma dwoje dzieci.